# Pingasa alterata
Pingasa alterata är en fjärilsart som beskrevs av Walker 1860. Pingasa alterata ingår i släktet Pingasa och familjen mätare. Inga underarter finns listade i Catalogue of Life.